# Брестский академический театр драмы
Брестский академический театр драмы (белор. Бресцкі акадэмічны тэатр драмы) — драматический театр, которому было присвоено имя Ленинского комсомола Белоруссии. Основан в октябре 1944 года в Бресте, располагается по адресу ул. Ленина, 21.

## История
Официальной датой возникновения драматического театра в Бресте считается 1 октября 1944 года. Труппа формировалась из выпускного курса Московского городского театрального училища. Художественным руководителем был назначен белорусский режиссер Николай Антонович Мицкевич. 10 октября 1944 произошло творческое крещение театра: в одноэтажном здании показали первый спектакль.
В первой половине 1945 года театр получил название Государственный театр имени Ленинского комсомола Белоруссии. Затем было подготовлено еще 3 спектакля. В 1946 году главным режиссёром стал Ю. М. Решимов. В период с 1949—1953 годы театр возглавлял А. В. Миронский, он собрал на брестской сцене мастеров театрального искусства. В 1949 году в Брест были приглашены опытные актёры расформированного Могилевского областного русского театра.
Настоящим творческим успехом и визитной карточкой театра стал спектакль по пьесе К. Губаревича «Брестская крепость». Его премьера состоялась 19 марта 1953 года. С 1955 года театр стал называться «Областной театр драмы и музыки», в его составе появился симфонический оркестр.
К началу XXI века сформировался новый репертуар, который отличался свежим взглядом на известные произведения. С 2005 года театру присвоено звание «Заслуженный коллектив Республики Беларусь». В 2009 — статус академического. С этого времени название театра — государственное учреждение «Заслуженный коллектив Республики Беларусь „Брестский академический театр драмы имени Ленинского комсомола Беларуси“». С декабря 2017 года генеральный директор — бывший заместитель начальника управления культуры Главного управления идеологической работы, культуры и по делам молодежи Брестского облисполкома Вячеслав Гарбузов.

## Белая Вежа
С 1996 года на базе Брестского театра драмы проходит Международный фестиваль театрального искусства «Белая Вежа». Ежегодно в программе фестиваля принимают участие театры из более чем 20 стран ближнего и дальнего зарубежья. Конкурсная программа состоит из сценических постановок мировой и национальной драматургии, экспериментальной драмы, уличных представлений, пластического театра, современной хореографии, а также кукольных спектаклей.

## Директоры
- Козак, Александр Александрович
- Гарбузов, Вячеслав Иванович (декабрь 2017—2021)